# Acacia adenogonia
Acacia adenogonia là một loài thực vật có hoa trong họ Đậu. Loài này được (Pedley) R.S.Cowan & Maslin miêu tả khoa học đầu tiên.